# Comedia de terror

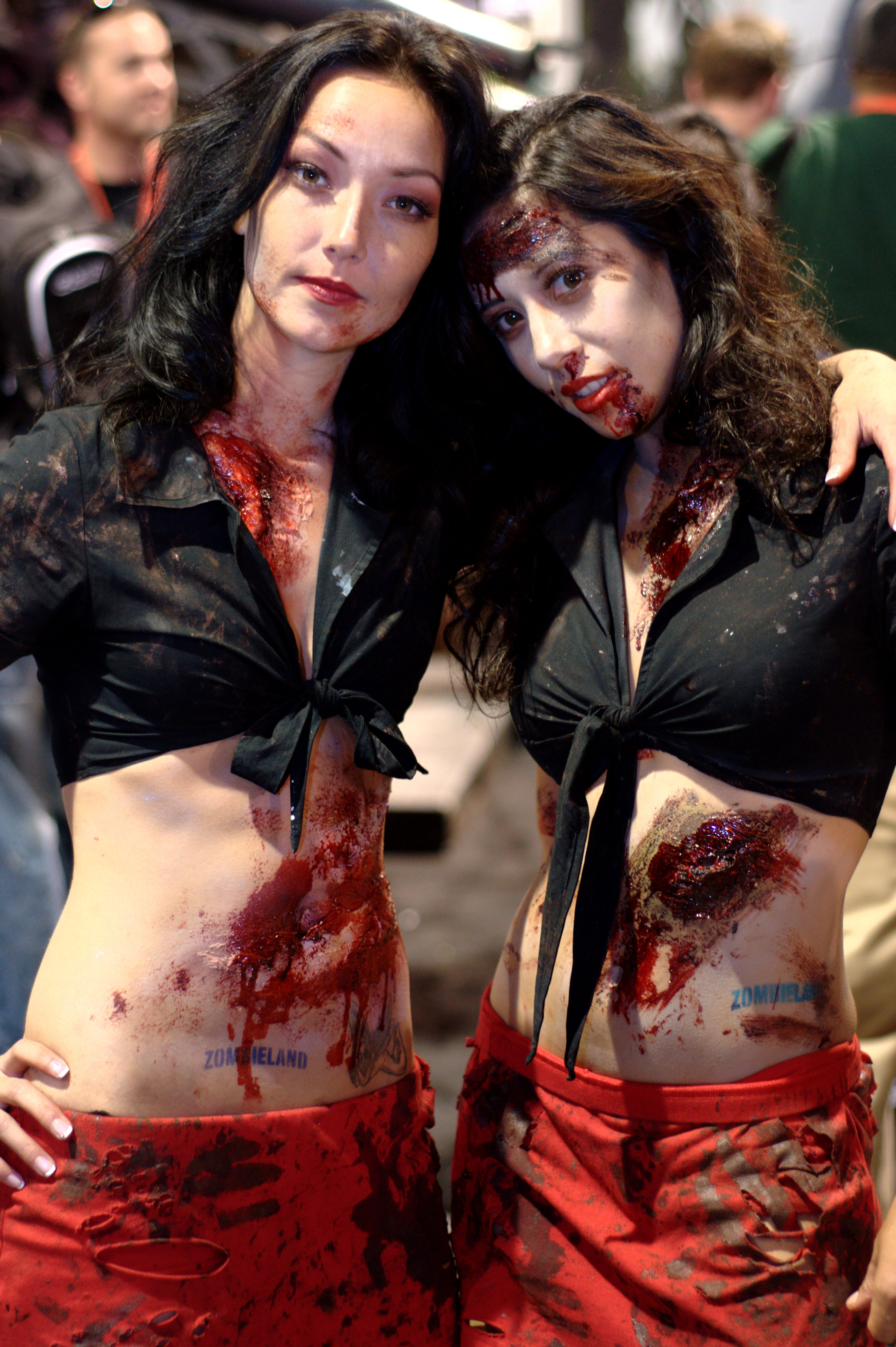
Modelos promocionando la película Zombieland en San Diego Comic-Con International en 2009.

La comedia de terror es un género literario y cinematográfico que combina elementos de comedia y terror. El género atraviesa casi inevitablemente más con el género de humor negro; y en algunos aspectos se podría considerar un subconjunto de la misma. La comedia de terror a menudo utiliza la sátira sobre los clichés del horror como su principal fuente de humor o toman una historia desde una perspectiva diferente, como The Cabin in the Woods y Tucker & Dale vs Evil.
El relato corto de terror "La leyenda de Sleepy Hollow" de Washington Irving se cita como "la primera gran historia de la comedia de terror". Los lectores de esta historia afirman que los hace "reír en un momento y gritar al próximo", y su premisa se basa en la travesuras que se encuentran típicamente durante las vacaciones en Halloween.Otro ejemplo sería Las sombrías aventuras de Billy y Mandy de Maxwell Atoms para Cartoon Network ya que se burla de lo que comúnmente daría "miedo"

## En el cine
En las películas de comedia de terror, el humor negro es un elemento común. Las películas de comedia terror no solo proporcionan sustos para el público, sino que también proporcionan algo dramático que las películas de terror no lo hacen: "el permiso para reírse de sus temores, a ver más allá del cementerio cinematográfico y sentirse seguro en el conocimiento de que los monstruos pueden ser mejor presentados".  En la era del cine mudo, el material de origen para las películas de comedia de terror temprana vino de representaciones teatrales en lugar de la literatura. Un ejemplo es The Ghost Breaker (1914) que se basó en una obra de teatro de 1909, aunque los elementos de terror de la película eran más interesantes para el público que los elementos de comedia. En los Estados Unidos tras el trauma de la Primera Guerra Mundial, el público de cine buscó ver el terror en la pantalla pero templado con humor. La película "pionera" de la comedia de terror era Una noche emocionante (1922), escrita, dirigida y producida por D. W. Griffith, que se dio cuenta del éxito del género, antes de la traducción cinematográfica. Mientras que la película incluye actuaciones con blackface, Griffith también incluyó imágenes de un huracán y de una tormenta culminante. Como experimento temprano, los diversos géneros no estaban bien equilibrados con el terror y la comedia, pero las películas posteriores mejoraron el equilibrio y tomaron enfoques más sofisticados.

## Otras lecturas
- Hallenbeck, Bruce G. (2009). Comedy-Horror Films: A    Chronological History, 1914-2008 (en inglés). McFarland. ISBN 0-7864-3332-9.
- Carroll, Noël (2001). «Horror and Humor». Beyond Aesthetics: Philosophical Essays (en inglés). Cambridge University Press. pp. 235–253.

- Datos: Q224700
- Multimedia: Comedy horror / Q224700